# Grünsbach (Pielach)
Der Grünsbach ist ein linker Zufluss zur Pielach nahe Hofstetten-Grünau in Niederösterreich.
Der Grünsbach entspringt beim Handlhof in Kohlenberg bei Kilb und damit im Bezirk Melk. Er fließt nach Osten ab, wobei ihn abschnittsweise die II. Wiener Hochquellenwasserleitung begleitet. Zubringer sind der Jägerhofgraben und der Birkbach, der unterhalb der Steinleiten entspringt und von links auf den Grünsbach zufließt. Der Grünsbach mündet in den Bernhardmühlbach, einen aus der Pielach ausgeleiteten Mühlkanal, der vor Hofstetten wieder in die Pielach einfließt. Sein Einzugsgebiet umfasst 12,9 km² in großteils offener Landschaft.